# Dipoena notata
Dipoena notata är en spindelart som beskrevs av Sarah Creecie Dyal 1935. Dipoena notata ingår i släktet Dipoena och familjen klotspindlar.
Artens utbredningsområde är Pakistan. Inga underarter finns listade i Catalogue of Life.